# British Association for Japanese Studies
British Association for Japanese Studies BAJS (Brittiska organisationen för studier i japanska) bildades år 1974 med målet att uppmuntra människor i Storbritannien att studera japanska.
Organisationen ingår i Japan Library Group, som bland annat förvaltar och administrerar det årliga Ivan Morris Memorial-priset.
Den sponsras av Toshiba och Japan Foundation.
Japan Forum är den officiella tidskriften.

## Källhänvisningar
1. ↑  Toshiba : Toshiba International Foundation - Corporate Citizenship Arkiverad 31 oktober 2013 hämtat från the Wayback Machine.
2. ↑  The Japan Foundation > Main Activities > Japanese Studies and Intellectual Exchange > Topics > Associations & Institutions Arkiverad 20 mars 2012 hämtat från the Wayback Machine.
3. ↑  BAJS, Publications